# Джина Шоуолтър
Джина Шоуолтър (на английски: Gena Showalter) е плодовита американска писателка на бестселъри в жанра съвременен и паранормален любовен роман, романтична научна фантастика и романтично фентъзи.

## Биография и творчество
Джина Толбърт Шоуолтър е родена през 1975 г. в Оклахома Сити, Оклахома, САЩ. След завършване на гимназията работи в самолетна компания и в областта на медицината.
Първият ѝ роман „The Stone Prince“ от поредицата „Империя“ е публикуван през 2004 г.
Джина Шоуолтър живее със семейството си в Оклахома Сити.

## Произведения

### Самостоятелни романи
- Animal Instincts (2006)
- Oh My Goth! (2006)
- Catch A Mate (2007)

### Серия „Империя“ (Imperia)
1. The Stone Prince (2004)
2. The Pleasure Slave (2005)

### Серия „Ловци на извънземни“ (Alien Huntress)
1. Awaken Me Darkly (2005)
2. Enslave Me Sweetly (2006)
3. Savor Me Slowly (2007)
4. Tempt Me Eternally (2009)
5. Seduce the Darkness (2009)
6. Ecstasy in Darkness (2010)
7. Dark Taste of Rapture (2011)

### Серия „Атлантис“ (Atlantis)
1. Heart of the Dragon (2005)
2. Jewel of Atlantis (2006)
3. The Nymph King (2007)
4. The Vampire's Bride (2009)
5. The Amazon's Curse (2009)

### Серия „Приказки за едно необикновено момиче“ (Tales of an Extra-ordinary Girl)
1. Playing with Fire (2006)
2. Twice as Hot (2010)

### Серия „Мистерия“ (Mysteria) – сП. С. Каст,Мериджанис ДейвидсъниСюзън Грант)
1. Mysteria (2006)
2. Mysteria Lane (2008)
3. Mysteria Nights (2011)

### Серия „Ловци на млади извънземни“ (Teen Alien Huntress)
1. Red Handed (2007)
2. Black Listed (2007)

### Серия „Повелители на нощта“ (Lords of the Underworld)
1. The Darkest Night (2008)
Прокълната нощ, изд.: „Егмонт България“, София (2015), прев. Ирина Ценкова
2. The Darkest Kiss (2008)
Прокълната целувка, изд.: „Егмонт България“, София (2015), прев. Ирина Ценкова
3. The Darkest Pleasure (2008)
4. The Darkest Whisper (2009)
5. The Darkest Passion (2010)
6. The Darkest Lie (2010)
7. The Darkest Secret (2011)
8. The Darkest Surrender (2011)
9. The Darkest Seduction (2012)
10. The Darkest Craving (2013)
11. The Darkest Touch (2014)
12. The Darkest Torment (2016)
13. The Darkest Promise (2017)
14. The Darkest Warrior (2018)
15. The Darkest King (2020)

#### Новели към серията
- The Darkest Fire (2008)
- The Darkest Prison (2009)
- The Darkest Angel (2010)
- The Darkest Facts (2010)
- The Darkest Captive (2018)
- The Darkest Assassin (2019)

### Серия „Преплетени“ (Intertwined)
1. Intertwined (2009)
2. Unraveled (2010) – издаден и като „Unravelled“
3. Twisted (2011)

### Серия „Ангели на мрака“ (Angels of the Dark)
Вселената на „Повелители на нощта“, но разказва за небесните армии.
1. Wicked Nights (2012)
2. Beauty Awakened (2013)
3. Burning Dawn (2014)

### Серия „Убийци от друг свят“ (Otherworld Assassins)
Вселената на „Ловци на извънземни“.
1. Last Kiss Goodnight (2012)
2. Black and Blue (2013)

### Серия „Хрониките на Белия заек“ (White Rabbit Chronicles)
1. Alice in Zombieland (2012)
2. Through the Zombie Glass (2013)
3. The Queen of Zombie Hearts (2014)
4. A Mad Zombie Party (2015)

### Серия „Сърцеразбивачи“ (Original Heartbreakers)
1. The One You Want (2015)
2. The Closer You Come (2015)
3. The Hotter You Burn (2015)
4. The Harder You Fall (2015)

### Серия „Вечен живот“ (Everlife)
1. Firstlife (2016)

1. Lifeblood (2017)
2. Everlife (2018)

### Серия „Богове на войната“ (Gods of War)
1. Shadow and Ice (2018)
2. Frost and Flame (2019)

### Серия „Гората на добро и зло“ (The Forest of Good and Evil)
1. The Evil Queen (2019)

### Новели
- Tempt Me Eternally (2014)
- Temptation in Shadows (2014)
- Ever Night (2015)

### Сборници
- Sexy Summer Reads (2008)
- Not That Innocent (2009) – с Кресли Кол и Шерилин Кениън
- Deep Kiss of Winter (2009) – с Кресли Кол
- Heart of Darkness (2009) – със Сюзън Кринър и Маги Шейн
- The Bodyguard (2010) – с Шери Адеър и Лори О`Клеър
- Darkness Divine (2010) – с Райън Бърд, П. С. Каст и Маги Шейн
- On the Hunt (2011) – с Джесика Андерсън, Шанън Бътчър и Дейдри Найт
- After Moonrise (2012) – с П. С. Каст
- Magic at Midnight (2013)
- After Dark (2013) – с Кейт Белинджър
- Sweet & Sexy (2015) – с Робин Кар, Лора Кей, Сюзън Малъри, Рейане Тейн и Мейси Йейтс

### Участие в общи серии с други писатели

#### Серия „Кралската къща на сенките“ (Royal House of Shadows)
1. Lord of Vampires (2011)

от серията има още 3 романа от различни автори

### Документалистика
- Dating the Undead (2011) – с Джил Монро